# Nicanor Carmona Vílchez
Nicanor Manuel Carmona Vílchez, (Ferreñafe, 1842 - Lima, 1 de octubre de 1940) fue un político y agricultor peruano. Alcalde de Ferreñafe (1867-1874); Ministro de Hacienda (1894-1895); Senador por Lambayeque (1894; 1903-1915; y 1917-1918); Alcalde de Lima (1913-1914); y Presidente del Senado (1914-1915).

## Biografía
Hijo de Manuel Carmona y Clara Vílchez. Cursó sus estudios escolares en Lambayeque; que no los concluyó, para dedicarse al comercio (1863). Ese mismo año se casó con Mercedes Regalado.
Fue elegido alcalde en su pueblo natal, cargo que ejerció de 1867 a 1874. Dueño de un fundo dedicado básicamente al cultivo de arroz, en 1876 se asoció con Ricardo Salcedo para adquirir un ingenio destinado al beneficio de dicho cereal. 
Durante la Guerra del Pacífico, organizó en Ferreñafe un batallón para contribuir a la defensa nacional, al igual que otros hacendados. Finalizada la guerra, apoyó al general Andrés A. Cáceres contra el presidente Miguel Iglesias, durante la guerra civil peruana de 1884-1885. 
Afiliado al Partido Constitucional o cacerista, resultó elegido senador por Lambayeque en 1894 y fue nombrado Ministro de Hacienda, durante el segundo gobierno de Cáceres, que se instaló ese mismo año, pero que tuvo breve duración, finalizando luego de la guerra civil peruana de 1894-1895. En el transcurso de esta contienda, su ingenio arrocero fue quemado y para evitar que su socio Salcedo se viera afectado, asumió el activo y pasivo de la empresa. Adquirió un nuevo ingenio, pero esta vez con más capacidad, para beneficiar no solo el arroz de su fundo, sino de otros de la región.
Fue otra vez elegido senador por Lambayeque (1903-1918), llegando a ser presidente de su cámara en 1914. Auspició la creación de la Compañía Peruana de Vapores en 1907, de cuyo directorio fue presidente.
Elegido alcalde de Lima (1912-1913), realizó importantes obras urbanas, entre las que destacamos las siguientes:
- Apertura de la avenida Nicolás de Piérola.
- Arreglo de la Plazuela de Santa Ana y erección del monumento al sabio Antonio Raimondi.
- Colocación de la pileta ornamental en el Parque Neptuno.
- Adoquinado y empedrado de algunas calles principales.

Nuevamente fue elegido senador por Lambayeque (1917-1918). Tras el golpe de Estado que elevó al poder a Augusto B. Leguía en 1919, se consagró a sus labores mercantiles y agrícolas. 

## Descendencia
Es abuelo del abogado maritimista Manuel Quiroga Carmona y bisabuelo de Alberto Manuel Andrade Carmona (1943-2009) que fue alcalde de Miraflores (Lima, Perú) 1990/1993 y 1993/1995, Alcalde de la ciudad de Lima (Perú) 1995/1998 y 1998/2000 y Congresista de la República del Perú 2006/2009.